# John Balway
John Balway (Párizs, 1888. február 2. – 1945. július 15.) francia nemzetközi labdarúgó-játékvezető. Polgári foglalkozása angoltanár. A The French Football Federation a helyes nevével, a helyesírással kapcsolatban Georges Balvay illetve a Thomas Balvay megnevezéseket adja. A FIFA nyilvántartása szerint John Balwaynek nevezték.

## Pályafutása

### Nemzeti játékvezetés
1921-ben lett az I. Liga játékvezetője. A nemzeti játékvezetéstől 1930-ban vonult vissza.

#### Nemzeti kupamérkőzések
Vezetett Kupa-döntők száma: 3.

##### Francia labdarúgókupa
A francia JB elismerve szakmai felkészültségét, több alkalommal megbízta a kupadöntő koordinálásával.
| Időpont        | Helyszín                         | Mérkőzés típusa | Mérkőzés                                | Eredmény | Nézők száma |
| -------------- | -------------------------------- | --------------- | --------------------------------------- | -------- | ----------- |
| 1926. május 9. | Olimpiai Stadion, Colombes       | döntő           | Olympique de Marseille–A.S. Valentigney | 4 : 1    | 30 000      |
| 1928. május 6. | Yves du Manoir Stadion, Colombes | döntő           | Red Star Olympique–C.A. de Paris        | 3 : 1    | 30 000      |

##### Spanyol labdarúgókupa
| Időpont         | Helyszín           | Mérkőzés típusa | Mérkőzés                | Eredmény | Nézők száma |
| --------------- | ------------------ | --------------- | ----------------------- | -------- | ----------- |
| 1922. május 14. | Coia Stadion, Vigo | döntő           | FC Barcelona–Real Unión | 5 : 1    | 12 000      |

### Nemzetközi játékvezetés
A Francia labdarúgó-szövetség Játékvezető Bizottsága (JB) terjesztette fel nemzetközi játékvezetőnek, a Nemzetközi Labdarúgó-szövetség (FIFA) 1922-től tartotta nyilván bírói keretében.Az 1920-as és 1930-as évek egyik elismert bírója. Az első francia játékvezető, aki labdarúgó-világbajnokságon képviselhette hazáját. Több válogatott és nemzetközi klubmérkőzést vezetett, vagy működő társának partbíróként segített. A francia nemzetközi játékvezetők rangsorában, a világbajnokság-Európa-bajnokság sorrendjében többedmagával a 31. helyet foglalja el 1 találkozó szolgálatával. Az aktív nemzetközi játékvezetéstől 1930-ban vonult vissza. Válogatott mérkőzéseinek száma: 4.

#### Labdarúgó-világbajnokság
A világbajnoki döntőhöz vezető úton Uruguayba az I., az 1930-as labdarúgó-világbajnokságra a FIFA JB játékvezetőként alkalmazta. A FIFA elvárásának megfelelően, ha nem vezetett, akkor valamelyik működő társának segített partbíróként. Kettő csoportmérkőzésen és az egyik elődöntő találkozón volt partbíró. Ő volt az első francia bíró, aki világbajnoki tornán feladatot kapott. Világbajnokságon vezetett mérkőzéseinek száma: 1 + 3 (partjelzés).

##### 1930-as labdarúgó-világbajnokság

###### Világbajnoki mérkőzés
| Időpont          | Helyszín                       | Mérkőzés típusa              | Mérkőzés         | Eredmény | Nézők száma |
| ---------------- | ------------------------------ | ---------------------------- | ---------------- | -------- | ----------- |
| 1930. július 20. | Centenario Stadion, Montevideo | csoportmérkőzés (B. csoport) | Brazília–Bolívia | 4 : 0    | 12 000      |

#### Olimpiai játékok
Az 1924. évi nyári olimpiai játékok labdarúgó tornájának, ahol a FIFA JB partbírói szolgálatra alkalmazta. A kor elvárása szerint az egyes számú partbíró játékvezetői sérülésnél átvette a mérkőzés vezetését. Partbíróként egy mérkőzésen egyes számú, egy találkozón, 2. pozícióban kapott küldést.
| Időpont         | Helyszín                 | Mérkőzés típusa | Mérkőzés            | Játékvezető    | Eredmény | Nézők száma |
| --------------- | ------------------------ | --------------- | ------------------- | -------------- | -------- | ----------- |
| 1924. május 26. | Olimpiai Stadion, Párizs | első forduló    | Jugoszlávia–Uruguay | Georges Vallat | 0 – 7    | 3025        |
| 1924. május 28. | Olimpiai Stadion, Párizs | első forduló    | Bulgária–Írország   | 0 – 1          | 1659     |             |

---
Az  1928. évi nyári olimpiai játékok labdarúgó tornáját, ahol a FIFA JB partbírói szolgálatra alkalmazta. Partbíróként egy mérkőzésen, egyes számú pozícióban kapott küldést.
| Időpont         | Helyszín                     | Mérkőzés típusa | Mérkőzés                   | Eredmény | Nézők száma |
| --------------- | ---------------------------- | --------------- | -------------------------- | -------- | ----------- |
| 1928. május 29. | Olimpiai Stadion, Amszterdam | első forduló    | Argentína–Egyesült Államok | 11 – 2   | 3 848       |